# 考尔

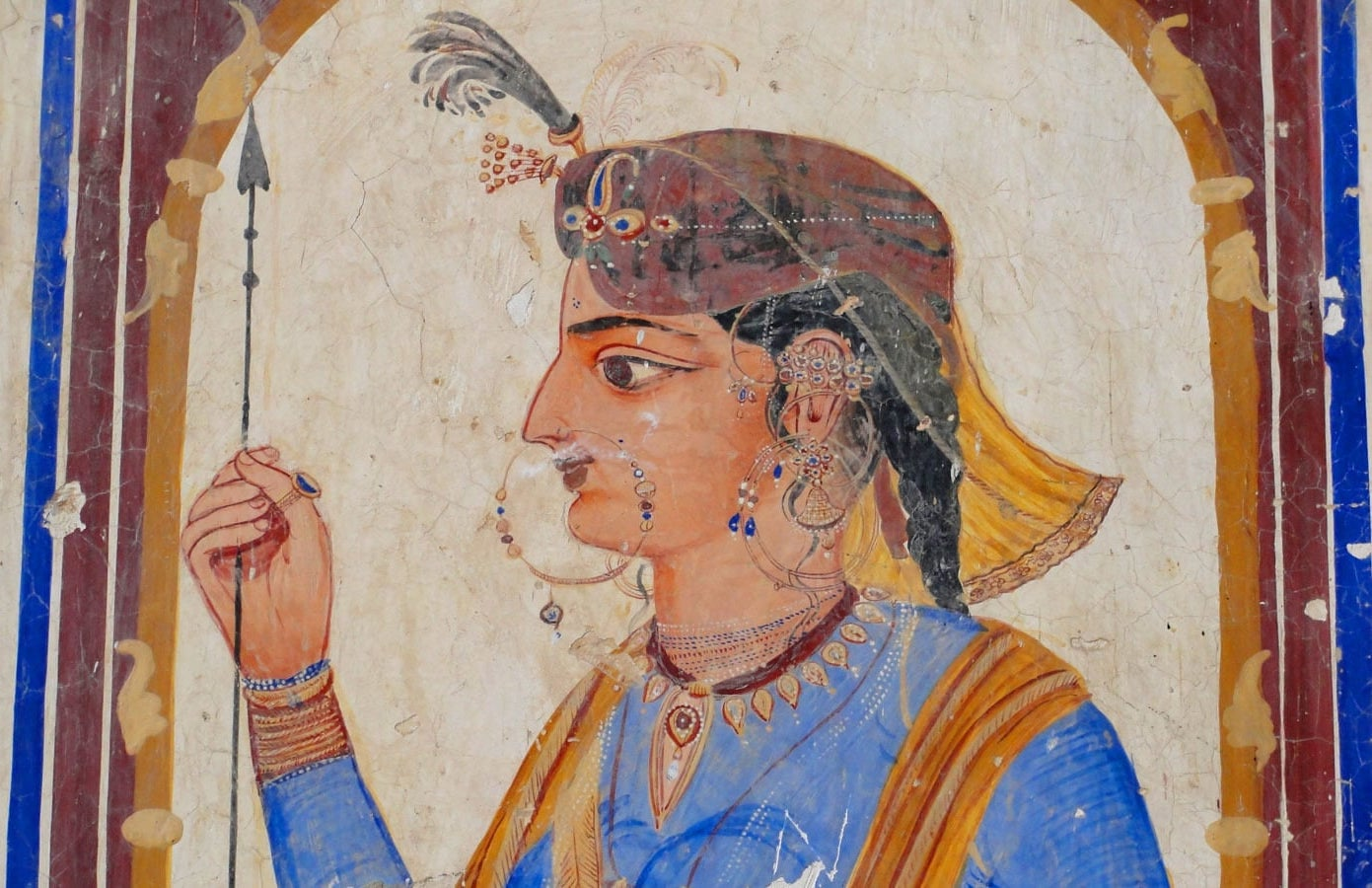
一名考爾

考尔（英語：Kaur，(旁遮普語： (Gurmukhi), 旁遮普語： (Shahmukhi），是一个源自印度次大陆的头衔或名字。锡克教于1699年，按照戈宾德·辛格的意见采用了辛格这一名字，所有正式的锡克教男性教徒不考虑地域或文化的约束，都要使用辛格的名字，所有锡克教的女性教徒使用考尔的名字，意思是“公主”。